# Europejska i Śródziemnomorska Organizacja Ochrony Roślin
Europejska i Śródziemnomorska Organizacja Ochrony Roślin ((ang.) European and Mediterranean 
Plant Protection Organization (EPPO)) - międzyrządowa organizacja, odpowiedzialna za współpracę pomiędzy państwami europejskimi w celu ochrony roślin regionu europejskiego i śródziemnomorskiego. Zgodnie z regulacjami Międzynarodowej konwencji ochrony roślin EPPO jest dla Europy regionalną organizacja ochrony roślin. Została założona w 1951, przez 15 krajów, obecnie członkami jest 51 krajów europejskich oraz krajów z basenu Morza Śródziemnego. Polska jest członkiem EPPO od 1958 roku. Sekretariat oraz główna siedziba stałych pracowników zlokalizowana jest w Paryżu. 

## Zadania
- EPPO tworzy i publikuje standardy:

- oceny skuteczności środków ochrony roślin (insektycydów, akarycydów, fungicydów, herbicydów i regulatorów roślin) (PP1)
- optymalnych środków i działań w ochronie przed chorobami, szkodnikami i chwastami poszczególnych upraw (PP2).
- oceny potencjalnego ryzyka zniszczenia środowiska, jakie może nastąpić przy stosowaniu środków ochrony roślin (PP3).
- Tworzy listy (A1 i A2), monitoruje rozprzestrzenianie oraz proponuje sposoby zwalczania (jeśli jest to konieczne) obcych roślin inwazyjnych zagrażających środowisku i bioróżnorodności w krajach członkowskich. Tworzy listy organizmów kwarantannowych.
- Tworzy między innymi standardy postępowania w zakresie:

- certyfikatów fitosanitarnych stosowanych przez kraje członkowskie (PM1),
- wymagań kwarantannowych (PM2),
- opisujące metody inspekcji, testów, zabiegów produktów handlowych wykrywających organizmy kwarantannowe (PM3)
- postępowania przy produkcji materiału rozmnażanego w sposób wegetatywny (ziemniaki, rośliny ozdobne, rośliny sadownicze) w celu uzyskania oficjalnego atestu zdrowotności (PM3),
- badawcze oceniające potencjalne ryzyko organizmów kwarantannowych i niekwarantannowych (PM4).